# Маркер доступу
Маркер доступу — програмний об'єкт в операційних системах Windows, який містить інформацію щодо безпеки сеансу та ідентифікує користувача, групу користувачів та їх привілеї.

## Огляд

Отримання маркера доступу при аутентифікації користувача у системі

Маркер доступу є об'єктом, який описується в контексті безпеки процесу або потоку. Інформація, що міститься у маркері, включає в себе особу і привілеї облікового запису користувача, пов'язані з процесом або потоком. Коли користувач входить в систему, система перевіряє пароль користувача, порівнюючи його з інформацією, що зберігається в базі даних безпеки. Якщо пароль аутентифікований, система видає маркер доступу. Кожен процес, який виконується від імені цього користувача, має копію цього маркера доступу.
Коли процес звертається до захищеного ресурсу (об'єкту), Windows проглядає дескриптор безпеки у маркері доступу, і визначає, чи користувач- власник процесу, має право доступу до потрібних даних; і якщо так, то які саме операції йому дозволені (читання, запис / зміна). Якщо користувач має відповідні привілеї, Windows дозволяє процесу продовжувати дію над ресурсом, якщо ні,- то відмовляє в доступі.

## Складові компоненти маркера доступу
Система використовує маркер доступу для ідентифікації користувача, коли потік взаємодіє з захищеним об'єктом або намагається виконати системну задачу, яка вимагає привілеїв. Маркер доступу містить таку інформацію:
- Ідентифікатор безпеки (SID) облікового запису користувача
- Ідентифікатори безпеки для груп, в яких користувач є членом
- Ідентифікатор безпеки користувача, який відкрив поточну сесію
- Перелік привілеїв користувача або груп користувачів
- Ідентифікатор безпеки власника
- SID основної групи
- Стандартний список керування вибірковим доступом (discretionary access-control list, DACL)
- Дані про те, чи є маркер первинним, чи імперсональним
- Додатковий список обмеження для ідентифікаторів безпеки
- Інші дані, зокрема статистичні

## Первинний та імперсональний маркери доступу
Кожен процес має первинний маркер доступу (primary token), який описує контекст безпеки облікового запису користувача, пов'язаного з процесом. Система використовує первинний маркер за замовчуванням, коли потік процесу взаємодії з захищеним об'єктом. Крім того, потік може діяти від іншого клієнтського облікового запису. Імперсоналізація (уособлення) дозволяє потоку взаємодіяти з захищеним об'єктом, використовуючи контекст безпеки клієнта. Потік, який видає себе за клієнта, має як основний маркер, так і маркер уособлення.

## Ідентифікатор безпеки
Ідентифікатор безпеки (SID) є важливою складовою маркера доступу. Windows використовує ідентифікатор безпеки для ідентифікації машин та всіх інших об'єктів системи безпеки: облікових записів домену, користувачів і груп. Імена таких об'єктів є лише зрозумілішими для користувачів формами подання ідентифікаторів безпеки, які дозволяють, наприклад, перейменувати обліковий запис без оновлення всієї множини його привілеїв. 
SID складається з 48-розрядного значення, за яким іде кілька 32-розрядних компонентів. Як правило, SID подають у форматі S-R-I-s-s... (наприклад, S-1-5-21-3840520539…).